# Perfil de usuário

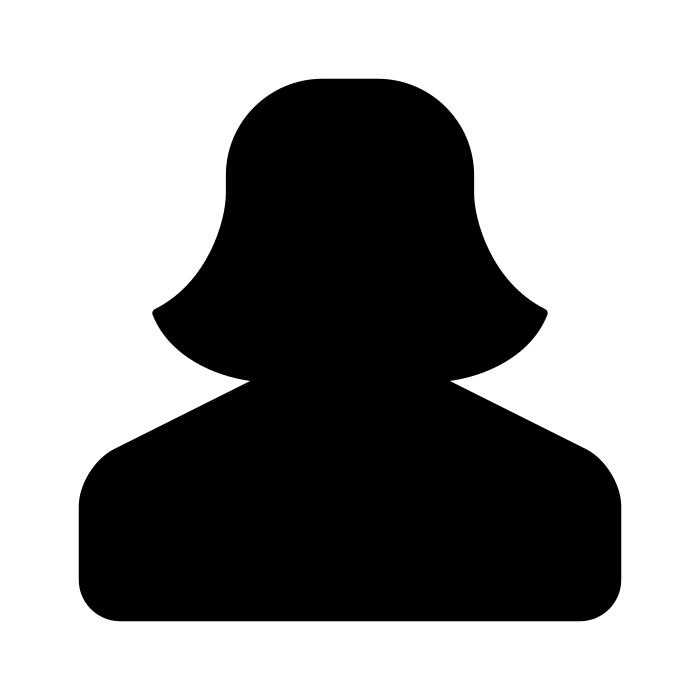

Perfil, em redes sociais, sites de relacionamento, blogs pessoais, ou comunidades virtuais, se refere a um cadastro de dados pessoais, de contato, e preferenciais de um determinado usuário. Parte destes dados podem ser públicos, sendo compartilhados com os demais usuários, ou privados, dependendo do tipo de perfil, tipo de comunidade ou configurações de privacidade definidas pelo usuário.
Existem diversos tipos de perfis nas diversas redes sociais e sites de relacionamento, a maior parte deles contém dados comuns como: nome, sobrenome, e-mail, nickname, data de aniversário, endereço, etc. Em alguns casos um perfil pode conter dados específicos de um usuário necessários para a prestação de determinado serviço, por exemplo, alguns sites de micro-blog oferecem a opção de enviar as mensagens recebidas para o aparelho móvel do usuário, neste caso, é necessário que o mesmo tenha informado o número e seu celular no cadastro.
O Google descreve um perfil de usuário desta forma:
| “ | Um perfil do Google é simplesmente o modo como você se apresenta nos produtos Google aos outros usuários do Google. Ele permite que você controle como aparece no Google e mostre aos outros um pouco mais sobre quem você é. Com um perfil do Google, você pode compartilhar facilmente seu conteúdo da web em um local central. Você pode incluir, por exemplo, links para o seu blog, fotos on-line e outros perfis como Facebook, LinkedIn e muito mais. Você tem controle sobre o que as outras pessoas veem. Seu perfil não exibirá informações privadas a menos que você as adicione explicitamente. Você também pode permitir que as pessoas o encontrem com mais facilidade permitindo que seu perfil seja localizado pelo seu nome. Simplesmente configure seu perfil existente para mostrar seu nome completo publicamente. | ” |

Um exemplo de informação dinâmica em um perfil e a utilizada por sites de relacionamento para automaticamente definir as preferenciais do usuário. No caso da Last.fm: 
| “ | A Last.fm é um serviço musical que lhe permite descobrir novas músicas com base nas músicas que você já ouve. O site da Last.fm é alimentado com toneladas de informações sobre artistas, álbuns e faixas, bem como sobre músicas parecidas com elas, tabelas e estatísticas e muito mais, tudo criado pelos usuários da Last.fm que mantêm controle sobre o que ouvem na rádio.. | ” |

Referente a privacidade das informações de um perfil do Facebook:
| “ | Você pode controlar quem pode ver diferentes elementos das informações de contato relacionadas em seu perfil. Isto inclui o seu endereço, os seus números de telefone, o seu site pessoal, o seu nome de usuário de IM e o seu endereço de contato de e-mail. | ” |